# Памятник Юрию Гагарину (Гавана)
Памятник Юрию Гагарину в Гаване (Республика Куба) был установлен 5 мая 2015 года. Монумент размещён в Зале славы отеля «Насьональ де Куба», где Гагарин останавливался во время своего приезда на Кубу.
Памятник был передан в дан кубинскому народу российской стороной по инициативе международного благотворительного фонда «Диалог культур — Единый мир».
Автор памятника — Алексей Леонов.
На церемонии вручения памятника и его открытия присутствовали спикер Государственной Думы РФ Сергей Нарышкин, губернатор Калужской области Анатолий Артамонов, первая женщина-космонавт Валентина Терешкова, помощник председателя Комитета по обороне Государственной думы Федерального собрания РФ Игорь Новосёлов, глава международного благотворительного фонда «Диалог культур — Единый мир» Руслан Байрамов, первый космонавт Кубы, ныне являющийся главой департамента дружбы с Россией, Арнальдо Тамайо Мендес, а также автор памятника скульптор Алексей Леонов.
На Кубе празднуется День космонавтики, в этот праздник к памятнику Гагарина возлагаются цветы.

## Юрий Гагарин на Кубе
Первый космонавт Земли посещал Кубу в июле 1961 года, в том же году, когда он совершил свой полёт. На Кубу Юрий Гагарин отправился по приглашению революционного правительства во главе с Фиделем Кастро. Во время своего посещения Кубы Гагарин стал первым иностранным гражданином, который получил высшую государственную награду этой страны — Национальный орден «Плая-Хирон».
Тамайо Мендес, будущий первый кубинский космонавт, присутствовал на встрече с Юрием Гагариным во время его приезда в эту страну.
Юрий Гагарин активно поддерживал создание Общества дружбы СССР и Кубы, которое он впоследствии возглавлял совместно с Эрнесто Че Геварой.

## Описание памятника
Памятник представляет собой бюст Юрия Гагарина, в котором первый космонавт представлен в космическом скафандре и шлеме с открытым лицом. Выполнен бюст из бронзы.
Бюст помещён на необычный постамент, выполненный в виде двух тонких колонн. Спереди к ним также прикреплена табличка с именем Юрия Гагарина и некоторыми фактами его биографии.